# Zoltán Péter
Zoltán Péter est un footballeur hongrois né le 23 mars 1958 à Zalaistvánd. 

## Carrière
- 1977-1987 : Zalaegerszeg TE FC ( Hongrie)
- 1987-1989 : First Vienna FC 1894 ( Autriche)
- 1989-1990 : Zalaegerszeg TE FC ( Hongrie)